# Тупалангдарья
Тупалангдарья (узб. Toʻpolondaryo), также Тупаланг (Туполанг, Toʻpolong) — река, протекающая в Сурхандарьинской области Узбекистана. Сливаясь с рекой Каратаг образуют реку Сурхандарья. Крупнейшие притоки Хават, Кштут (левые) и Дуоба (правый).
Длина — 112 км. Площадь водосбора — 3080 км². Средневзвешенная высота водосбора — 2270 м. Средний уклон реки до села Зарчоб — 36 м/км, до устья реки Обизаранг — 29 м/км. Среднесуточный расход воды — 130 м³/с.
В 1980—2023 годах заполнено русловое Тупалангское водохранилище объёмом 500 млн м³ — в целях ирригации и гидроэнергетики. Мощность Тупалангской ГЭС — 175 МВт.

## Этимология
Гидроним Тупаланг (Тупалангдарья) происходит от узб. toʻpolon — «переполох, шум». Преподаватели Ташкентского государственного педагогического университета Султанова Н. Б. и Сайдаматов Ф. Р. сообщают:
Данное слово имело также толкование «пыль и дождь, сильный ветер; погибель овец». Действительно, в долине реки имели место глубокие овраги, дорожки, куда падали овцы и пропадали.

## География
Берёт начало на южном склоне Гиссарского хребта. На реке расположены населённые пункты Сары-Ассия, Зарчоб, Гисарак, Тартули, Дунова и Хурватан.
Согласно данным справочника «Ресурсы поверхностных вод СССР» (1971) изреженная растительность и полупустынные зоны занимают 32,6 % от общей площади бассейна Тупалангдарьи, 11,1 % скалистые обнажения, осыпи, ледники и фирновые поля. Густой травяной покров, субальпийские и альпийские луга занимают 17,9 %, а леса, заросли кустарника и редколесье — 33,0 %.

## Гидрография
Количество рек протяжённостью менее 10 км, расположенных в бассейне Тупалангдарья — 125, их общая длина составляет 300 км. Площадь водосбора 3080 км² (у села Зарчоб — 2200 км², в устьевой части реки Обизаранг — 3040 км²).
Среднесуточный расход воды — 130 м³/с (у села Зарчоб — 194 м³/с, максимальный расход — 304 м³/с (20.11.1947), минимальный расход — 131 м³/с (02.03.1944)). Уменьшение расхода воды Тупалангдарьи объясняется тем, что в 19 км от устьевой части, вода отбирается с помощью канала Хазарбаг (Ак-Гузар, Таджикон) для орошения земельных угодий.
Коэффициент внутригодового стока — 0,32. Месяц с наибольшим стоком — апрель. 22 % от годового стока приходится на период с июля по сентябрь. Тип питания — снего-ледниковое.
Тупалангдарья входит во II группу рек с летним лимитирующим сезоном. В таблице приведены следующие характеристики стока реки (место измерения село Зарчоб).
| Водность года | Месячный сток (%) | Месячный сток (%) | Месячный сток (%) | Месячный сток (%) | Месячный сток (%) | Месячный сток (%) | Месячный сток (%) | Месячный сток (%) | Месячный сток (%) | Месячный сток (%) | Месячный сток (%) | Месячный сток (%) | Сезонный сток (%) | Сезонный сток (%) | Сезонный сток (%)  |
| Водность года | I                 | II                | III               | IV                | V                 | VI                | VII               | VIII              | IX                | X                 | XI                | XII               | Весна (IV—VII)    | Лето (VIII—IX)    | Зима-лето (X—III)! |
| ------------- | ----------------- | ----------------- | ----------------- | ----------------- | ----------------- | ----------------- | ----------------- | ----------------- | ----------------- | ----------------- | ----------------- | ----------------- | ----------------- | ----------------- | ------------------ |
| Средний       | 2,0               | 2,5               | 4,9               | 11,7              | 20,5              | 23,6              | 15,9              | 8,1               | 4,1               | 2,8               | 2,3               | 2,1               | 75,8              | 12,4              | 11,8               |

### Комментарии
1. ↑  отношение величины стока за период июль-сентябрь к величине стока за период март-июнь